# Бруно Коутіньйо
Бруно Коутіньйо (порт. Bruno Coutinho Martins, нар. 21 червня 1986, Порту-Алегрі) — бразильський футболіст, що грав на позиції півзахисника, зокрема за низку європейських і азійських команд.

## Ігрова кар'єра
Народився 21 червня 1986 року в місті Порту-Алегрі. Вихованець футбольної школи клубу «Греміо». Дорослу футбольну кар'єру розпочав 2004 року в основній команді того ж клубу, в якій провів два сезони, взявши участь у 3 матчах чемпіонату.
2007 року пограв за «Америку» (Натал) та «Насіунал», після чого перебрався до Європи, прийнявши пропозицію приєднатися до польської «Ягеллонії». У розіграші 2009/10 допоміг команді з Білостока здобути Кубок Польщі.
Згодом у 2010–2012 роках захищав кольори столичної «Полонії», після чого залишив Польщу, перебравшись до ізраїльського «Хапоеля» (Тель-Авів). 2013 року приєднався до румунської «Астри» (Плоєшті), за яку, утім, не заграв, натомість повернувшись на батьківщину, де грав за «Пелотас» та «Веранополіс».
Завершував ігрову кар'єру у 2014–2015 роках виступами в Азії за китайський «Шеньчжень Рубі» та японський «Токіо Верді».

## Титули і досягнення
- Володар Кубка Польщі (1):

«Ягеллонія»: 2009/10